# Schiberg
Schiberg är en bergstopp i Schweiz.   Den ligger i distriktet Bezirk March och kantonen Schwyz, i den östra delen av landet, 110 km öster om huvudstaden Bern. Toppen på Schiberg är 2 044 meter över havet, eller 167 meter över den omgivande terrängen. Bredden vid basen är 0,93 km.
Terrängen runt Schiberg är bergig åt sydost, men åt nordväst är den kuperad. Runt Schiberg är det ganska tätbefolkat, med 179 invånare per kvadratkilometer.. Närmaste större samhälle är Rapperswil, 17,8 km nordväst om Schiberg. 
I omgivningarna runt Schiberg växer i huvudsak blandskog.